# Muskelmage

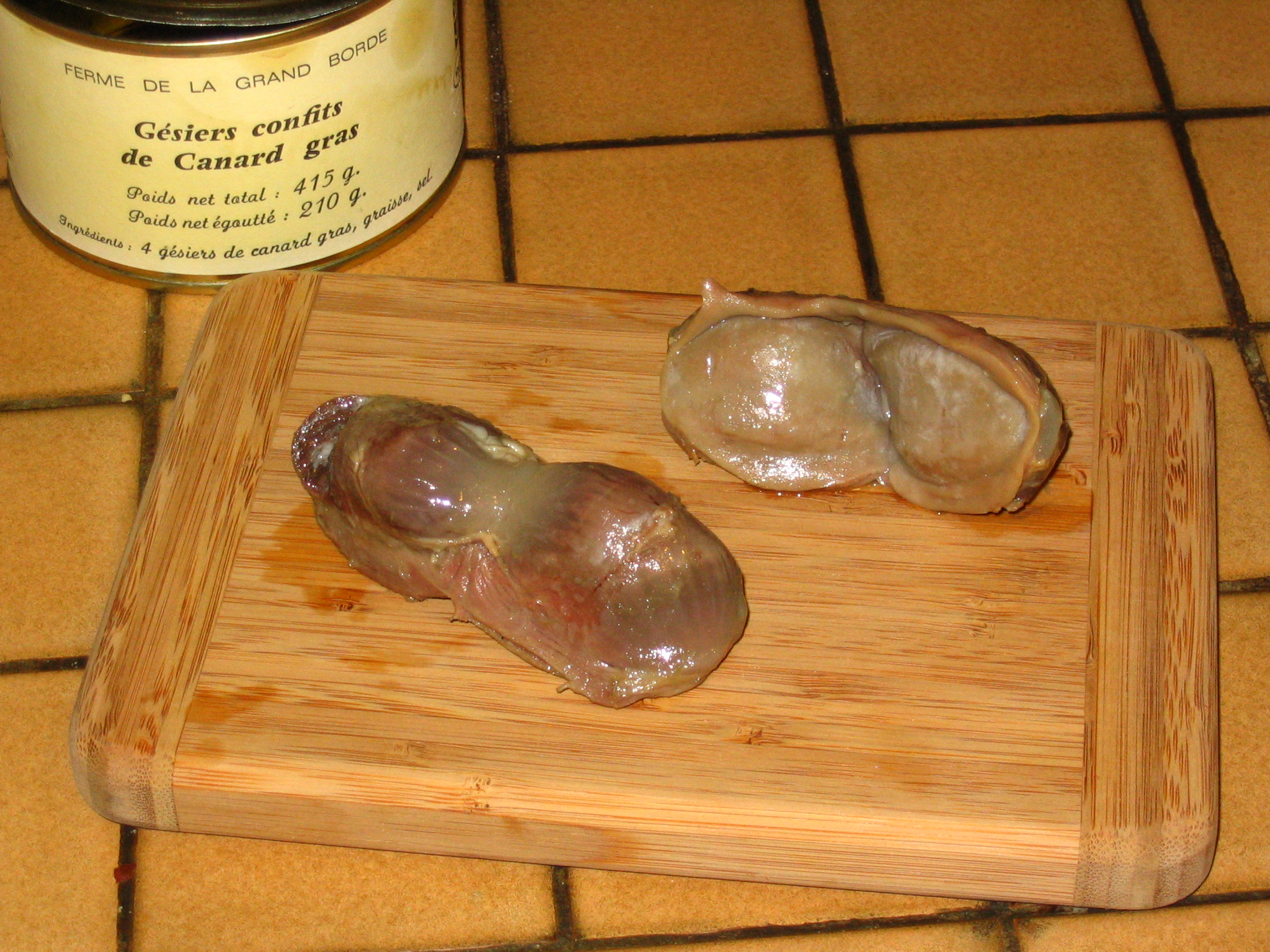
Muskelmagar från and

Muskelmagen är ett organ en del djur har, till exempel fåglar, reptiler och en del fiskar. En fågels muskelmage kan kallas örmage. Spår av muskelmagar har även hittats i en del dinosauriefossil. Det är en specialiserad del av magsäcken som är uppbyggd av tjocka muskelväggar och används för mekanisk bearbetning av maten. Hos många arter blandas maten i muskelmagen med småsten och grus för att sönderdelningen av maten ska bli effektivare. 

## Uppbyggnad

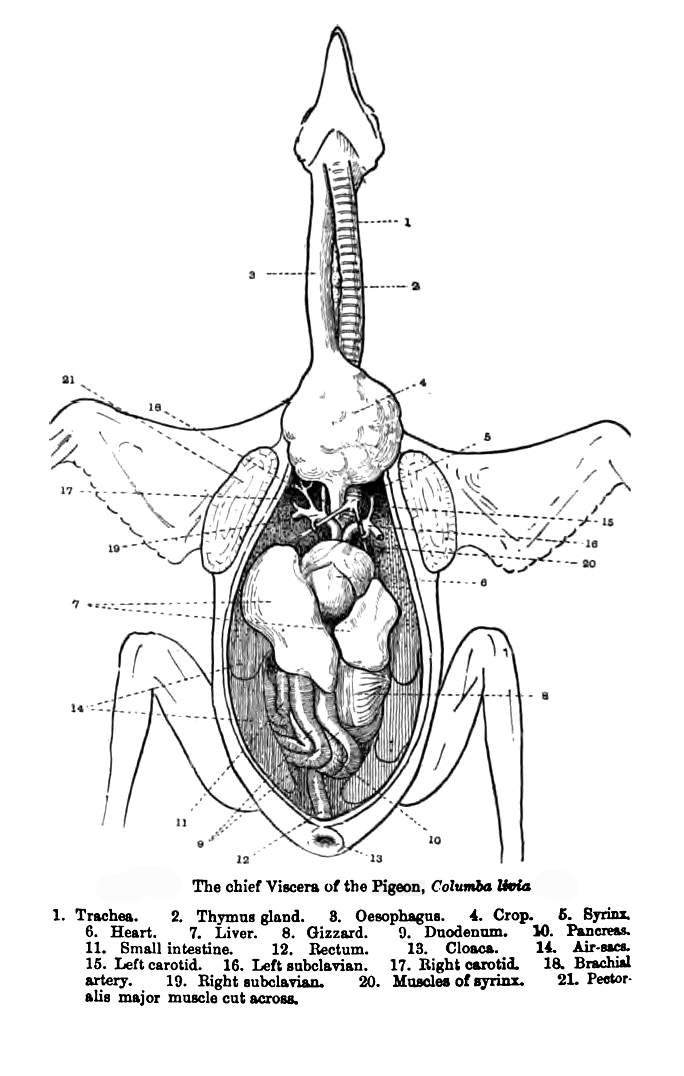
Muskelmagen visas vid siffran 8 på denna duva.

När fåglar sväljer ned maten kan de välja att placera den i krävan. Senare fortsätter maten till körtelmagen. I denna del utsöndras matspjälkande vätskor som blandas med maten. Därefter kommer maten till muskelmagen. 
Med hjälp av tidigare svalda småstenar maler fågeln här maten. Dessa stenar blir ofta runda och blankslipade av malandet. Då fungerar de sämre och kan behöva bytas ut. Vissa fågelarter saknar helt dessa stenar. 
På insidan av muskelmagen finns ett lager av koilin, ett komplex av kolhydrater och proteiner som skyddar muskelvävnaden. 